# Drobnostka zwana morderstwem
Drobnostka zwana morderstwem (ang. A Little Thing Called Murder) – amerykańska komedia sensacyjna z 2006 roku w reżyserii Richarda Benjamina.

## Fabuła
Sante Kimes (Judy Davis) i jej dorastający syn Kenny (Jonathan Jackson) pozornie tworzą zwyczajną rodzinę. Na sumieniu mają jednak m.in. kradzieże, oszustwa, podpalenia, porwania, a nawet morderstwa. W końcu na trop przestępczej pary wpada policja.

## Obsada
- Judy Davis jako Sante Kimes
- Jonathan Jackson jako Kenny Kimes
- Chelcie Ross jako Ken Sr.
- Cynthia Stevenson jako Beverly Bates
- Ryan Robbins jako mały Shawn

i inni